# Rudnici kremena u Spiennesu
Neolitski rudnici kremena u Spiennesu nalaze se u valonskom selu Spiennesu u Belgiji, sjeveroistočno od Monsa.
Spadaju među najveće i najstarije poznate neolitske rudnike u Zapadnoj Europi. Rudnici su bili aktivni u periodu između 4300. i 2200. godine pr. n. e. U povijesti razvoja tehnologije smatraju se izuzetnim po raznolikosti tehnoloških rješenja koja su se koristila pri eksploataciji. Zajedno s okolnim područjem stavljeni su 2000. god na UNESCO-ov popis mjesta svjetske baštine u Europi, kao »najveći i najstariji kompleks rudnika u Europi«.
Lokalitet je danas mješavina livada i obradivog zemljišta na preko 100 hektara vapnenačke doline u blizini Monsa i predstavlja prijelaz tehnologije rudarstva otvorenog kopa u dubinski op (dubok od 8 do 11 metara). Pod zemljom je velika mreža galerija povezanih s površinom vertikalnim oknima izgrađenim u vrijeme eksploatacije. Mnoštvo obrađenog kremena i sličnih ostataka ilustriraju ondašnja rudarska tehnička rješenja, koja su neolitske populacije koristile pri eksploataciji velikih naslaga rudarskog materijala neophodnog za proizvodnju oruđa i kulturnu evoluciju općenito.
Rudnici su otkriveni 1843. godine, a prva istraživanja obavljena su 1867. tijekom izgradnje željeznice. Rezultati su predstavljeni na Međunarodnom prapovijesnom kongresu održanom u Bruxellesu 1872. godine. Rudnici su i poslije povremeno istraživani.

Neolitsko stanovništvo koristilo je različite tehnike od kojih je najzanimljivija iskopavanje bunara promjera od 0,8 do 1,20 m i dubine do 16 metara. Kopalo se pijucima od jelenjih rogova. Bunari su im omogućavali podvlačenje ispod velikih blokova kremena, do 2 m dužine, oslobađanje od bočnih zidova, spuštanje i na kraju rezanje i vađenje ploča od nekoliko stotina kilograma. Uz rudarska okna pronađeni su ostaci brojnih radionica za proizvodnju oruđa i oružja, gdje su se od ploča rezali grubi oblic odbijanjem rubovai, a poliranjem dobivao konačan izgled koji je omogućavao i veću trajnost oruđa. Najbrojniji proizvod bile su sjekire koje su se koristile za krčenje šuma i za oblikovanje drveta prilikom izgradnje koliba i kanua. Često se trgovalo neobrađenim kremenom, a on se polirao na krajnoj destinaciji. 
- Neolitski rudnik
- Presjek jednog rudnika
- Komad kremena dug 31 cm
- Pijuk od jelenjeg roga

## Dodatno
- Krzemionki, sličan lokalitet u Poljskoj i također UNESCO-ova svjetska baština

## Vanjske poveznice
|  | Zajednički poslužitelj ima još gradiva o temi Neolitski rudnici kremena u Spiennesu |

- Službena stranica rudnika u Spiennesu